# شرفیه (بورچکا)
شرفیه (به ترکی استانبولی: Şerefiye) یک منطقهٔ مسکونی در ترکیه است که در بورچکا واقع شده‌است. شرفیه ۳۱۴ نفر جمعیت دارد.